# Кларенс Акунья
Кларенс Акунья (ісп. Clarence Acuña, нар. 8 лютого 1975, Ранкагуа) — чилійський футболіст, що грав на позиції півзахисника.
Виступав, зокрема, за клуб «Ньюкасл Юнайтед», а також національну збірну Чилі, у складі якої був учасником чемпіонату світу 1998 року.
Дворазовий чемпіон Чилі.

## Клубна кар'єра
У дорослому футболі дебютував 1994 року виступами за команду клубу «О'Хіггінс», в якій провів три сезони, взявши участь у 81 матчі чемпіонату. 
Протягом 1997—2000 років захищав кольори команди клубу «Універсідад де Чилі», у складі якого двічі вигравав чемпіонат Чилі.
Своєю грою за останню команду та національну збірну привернув увагу представників низки європейських клубів, найспритнішим з яких був англійський «Ньюкасл Юнайтед», який восени 2000 року здійснив трансфер чилійця за 900 тисяч фунтів. Сезон 2000/01 був для Акнуньї дуже вдалим, він регулярно виходив на поле і відзначився трьома голами у Прем'єр-лізі, проте вже з наступного сезону його почали переслідувати травми, і його ігровий час почав стрімко скорочуватися. А в сезоні 2002/03 він взагалі зміг занести до активу лише чотири виходи на поле в іграх англійської першості.
2003 року повернувся до Південної Америки, спочатку без особливих успіхів грав за аргентинський «Росаріо Сентраль», а протягом 2005—2009 виступав на батьківщині за «Палестіно», «Уніон Еспаньйола» та «Депортес Консепсьйон».
Завершив професійну ігрову кар'єру у клубі «Депортес Ла-Серена», за команду якого провів 7 ігор 2010 року.

## Виступи за збірні
1992 року залучався до складу молодіжної збірної Чилі.
1995 року дебютував в офіційних матчах у складі національної збірної Чилі.
Учасник чемпіонату світу 1998 року у Франції. На світовій першості взяв участь у всіх трьох іграх групового етапу, за результатами якого чилійці з другого місця вийшли до плей-оф, а також у програному з рахунком 1:4 матчі 1/8 фіналу проти збірної Бразилії.
У складі збірної також був учасником чотирьох розіграшів Кубка Америки: 1995, 1997, 1999, а також 2004 років.
Загалом протягом кар'єри у національній команді, яка тривала 10 років, провів у формі головної команди країни 61 матч, забивши 3 голи.

## Титули і досягнення
- Чемпіон Чилі (2):

«Універсідад де Чилі»: 1999, 2000